# Edward Aggrey-Fynn
Edward Aggrey-Fynn   (Ghana, 24 de novembre de 1934 - Ghana, 2005) fou un futbolista ghanès de la dècada de 1960.
Fou internacional amb la selecció de futbol de Ghana.
Pel que fa a clubs, destacà a Hearts of Oak SC.